# Joseph-Siffred Duplessis
Joseph-Siffred Duplessis (født 22. september 1725, død 1. april 1802) var en fransk portræt- og hofmaler.

## Uddannelse
Han var elev af sin fader, kirurgen og amatørmaleren Joseph-Guillaume Duplessis, senere af Joseph-Gabriel Imbert og af Pierre Subleyras i Rom, hvor han opholdt sig 1745-49 og blev venner med Claude-Joseph Vernet.

## Karriere
Fra 1752 var han bosat i Paris og blev medlem af Académie de Saint-Luc, og her fik Duplessis sin debut på Salonen 1769 med ti portrætter. Her udstillede han regelmæssigt indtil 1791, hvor revolutionen brat afbrød hans karriere. 1769 blev han agréeret ved og 6. august 1774 medlem af det kongelige kunstakademi på to portrætter af billedhuggeren Christophe Gabriel Allegrain og maleren Joseph-Marie Vien, begge på Louvre. 1771 gjorde han sig bemærket med et portræt af Dauphinen og blev i samme årti Peintre du roi (hofmaler).
Sammen med Alexander Roslin var Duplessis sin tids mest efterspurgte portrætmaler i Paris, og han havde især en eminent evne til at gengive klædedragters silke- og brokadestoffer.
Han døde som konservator ved Museet i Versailles, hvilket han havde været siden 1796. Duplessis' kunsthistoriske betydning skyldes hans talrige portrætter; mange af dem er fortræffelige og hører til det 18. århundredes bedste portrætkunst (prøver i Louvre, Musée Carnavalet og mange andre franske museer, Kunsthistorisches Museum i Wien m.v.). Statens Museum for Kunst ejer to portrætter fra Duplessis' hånd: Portræt af Charles-Claude Flahaut de la Billarderie comte d'Angiviller (1730-1809) fra 1780'erne (beskrevet i Kunstmuseets årsskrift 1977-1980 og er gengivet på forsiden af bogen) og Portræt af Louis XVII (1755-1824) som greve af Provence (?).

## Galleri
- Jacques Necker
- Christophe Gabriel Allegrain (1774)
- Ludvig XVI (1775)
- Christoph Willibald Gluck (1775)
- Ludvig XVI (1777)
- Benjamin Franklin (1778)
- Marie-Adélaïde de Bourbon (1780'erne)
- Joseph-Marie Vien (1784)
- Benjamin Franklin (ca. 1785)
- Marie-Louise af Savoyen-Carignan